# Młynik (powiat kolski)
Młynik – wieś w Polsce położona w województwie wielkopolskim, w powiecie kolskim, w gminie Olszówka.
| SIMC    | Nazwa      | Rodzaj    |
| ------- | ---------- | --------- |
| 0290185 | Krzyżówki  | część wsi |
| 0290191 | Wacławów   | część wsi |
| 0290200 | Wojciechów | część wsi |

W latach 1975–1998 miejscowość należała administracyjnie do województwa konińskiego.